# Ivo Gönner

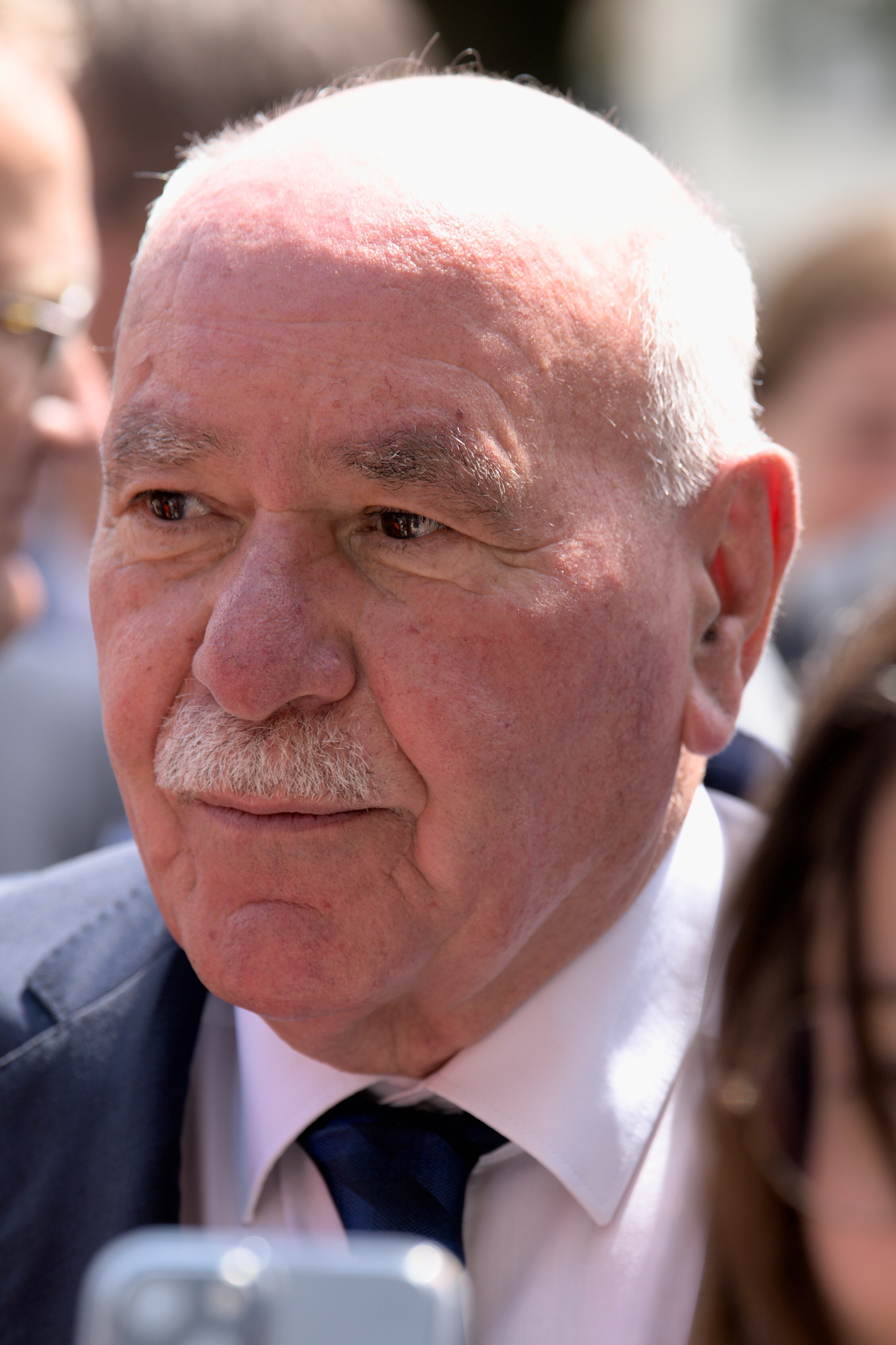
Ivo Gönner bei der Schwörfeier am 22. Juli 2024

Ivo Gönner (* 18. Februar 1952 in Laupheim) ist ein deutscher Kommunalpolitiker (SPD) und war von 1992 bis 2016 Oberbürgermeister von Ulm.

## Ausbildung und Beruf
Ivo Gönner wurde als Sohn eines Laupheimer Apothekers geboren und wuchs im oberschwäbischen Laupheim auf. Er besuchte das Kolleg St. Blasien im Schwarzwald. Seinen Zivildienst leistete er in Ulm, bevor er sein Studium der Rechtswissenschaften an der Universität Heidelberg aufnahm. 1978 kehrte Gönner nach Ulm zurück, als er Referendar am Landgericht wurde. Nach Absolvierung des Assessorexamens arbeitete er von 1981 bis 1992 als selbständiger Rechtsanwalt.

## Politische Tätigkeit
Ab 1980 saß Ivo Gönner im Gemeinderat und wurde dort 1985 Fraktionsvorsitzender der SPD, bevor er 1992 Ernst Ludwig von der CDU als Oberbürgermeister ablöste. 1999 wurde er mit 79,9 % wiedergewählt. Sein Herausforderer Frank Ahnefeld (CDU) errang nur 14,1 %. Bei der Wahl am 2. Dezember 2007 wurde er mit 80,2 % zum zweiten Mal wiedergewählt; bei dieser Wahl stellte die CDU von vorneherein keinen eigenen Kandidaten auf.
Als Oberbürgermeister von Ulm war Gönner zugleich Vorsitzender des Aufsichtsrates der Stadtwerke Ulm. Im Sommer 2007 erwehrte er sich gegen die Darstellung von Ulm als Hort islamistischer Terroristen und Zentrum ihrer Rekrutierung. Von 2001 bis 2005 war Gönner Vorsitzender der Sozialdemokratischen Gemeinschaft für Kommunalpolitik in Baden-Württemberg. 2002 wurde er zum Sprecher der neun Großstädte Baden-Württembergs im Städtetag ernannt und Stellvertreter des damaligen Präsidenten des baden-württembergischen Städtetags. Präsident des baden-württembergischen Städtetags war er von 2005 bis Ende 2010. In der Diskussion um Stuttgart 21 erwies sich Gönner als ein entschiedener Befürworter dieses Projektes. Im Februar 2012 wurde Gönner ins Präsidium des Deutschen Städtetags gewählt.
Am 29. November 2015 wurde Gunter Czisch (CDU) zum Nachfolger Gönners als Oberbürgermeister gewählt. Die Amtsübergabe fand am 29. Februar 2016 statt. Zum 1. April 2016 stieg Gönner in die Rechtsanwaltskanzlei eines Freundes ein.

## Sonstige Ämter, Ehrungen und Auszeichnungen
Ivo Gönner war von 2000 bis 2015 Mitglied des Hochschulrats der Pädagogischen Hochschule Weingarten. Von 2012 bis 2015 war er Präsident des Verbandes kommunaler Unternehmen (VKU).
Am 23. April 2016 wurde Gönner von Ministerpräsident Winfried Kretschmann im Schloss Ludwigsburg für seine Verdienste während seiner 24-jährigen Amtszeit als Ulmer Oberbürgermeister mit dem Verdienstorden des Landes Baden-Württemberg ausgezeichnet. Am 18. Juli 2016, dem ersten Schwörmontag nach Gönners Amtsende als Oberbürgermeister, wurde ihm von seinem Amtsnachfolger Gunter Czisch für seine besonderen Verdienste, insbesondere als „Förderer der Wissenschaftsstadt und des Wirtschaftsstandorts“, die Ehrenbürgerwürde der Stadt Ulm verliehen.
Als Anerkennung für sein langjähriges, herausragendes Engagement als Stadtoberhaupt für die Wissenschaftsstadt auf dem Ulmer Eselsberg, wurde Gönner am 21. Juli 2017 im Rahmen der Feierlichkeiten anlässlich des 50-jährigen Jubiläums der Universität Ulm die Würde des Ehrensenators der Universität Ulm verliehen.

## Familie und Privates
Ivo Gönner ist mit der Journalistin Susanne Schwarzkopf-Gönner verheiratet und hat zwei Kinder.